# Grundulus
Grundulus is een geslacht van straalvinnige vissen uit de familie van de karperzalmen (Characidae).

## Soorten
- Grundulus bogotensis (Humboldt, 1821)
- Grundulus cochae Román-Valencia, Paepke & Pantoja, 2003
- Grundulus quitoensis Román-Valencia, Ruiz-Calderón & Barriga, 2005